# SN 1950B
SN 1950B – supernowa odkryta 15 marca 1950 roku w galaktyce NGC 5236. W momencie odkrycia miała maksymalną jasność 14,50m.